# Stourton with Gasper
 (septembre 2023).
Stourton with Gasper est une paroisse civile du Wiltshire, en Angleterre.